# دوی
دِوی یا دِوی بزرگ (مَها دوی)، واژه سانسکریت برابر ایزدبانو است. دوی بیانگر اصل زنانه فعال در هندوئیسم است. دیوی از مفهوم باستانی مادر و الهه‌های گیاهی تکامل یافته‌است. بیشتر به عنوان یک مفهوم انتزاعی دیده می‌شود که با این حال به باور هندویان دعای دعاکنندگان را مستجاب می‌کند.
واژهٔ دوی در آئین هندو به جای شاکتی یا نمود مادینه خداوند به کار می‌رود. او نیروی نهایی خلاق در کیهان شمرده می‌شد که مادر همه‌چیز است و او بود که ایزدان مذکر را وادار به عمل می‌کرد. او همتای مادینه‌ای است که بدون وی نمود نرینه، که نمایانگر هوشیاری و پرواگری است، ناتوان و ناپایاست. دِوی گوهر و هسته همه ایزدبانوان هندوست. سه نمودگار شناخته شده مادر جاودانه در آئین هندو، لاکشمی (خدای دارایی و توانگری)، پروتی (خدای مهر و امید مینوی) و ساراسواتی (خدای دانش، شناخت و هنر) هستند. دوی همچنین به عنوان نوعی همتای مادرسالار ویشنو، ممکن است به صورت ده پیکر گوناگون درآید و اغلب نیز به نابودی ایزدان شر مربوط می‌گردد.